# Meridiobolbus natalensis
Meridiobolbus natalensis är en skalbaggsart som beskrevs av Gussmann och Clarke H. Scholtz 2000. Meridiobolbus natalensis ingår i släktet Meridiobolbus och familjen Bolboceratidae. Inga underarter finns listade i Catalogue of Life.